# 莫雷圣但尼
莫雷圣但尼（法語：Morey-Saint-Denis，法語發音：[mɔʁɛ sɛ̃ dəni]）是法国科多尔省的一个市镇，位于该省东部偏南，属于第戎区。

## 地理
莫雷圣但尼（47°11'45"N, 4°57'48"E）面积7.83 平方千米，位于法国勃艮第-弗朗什-孔泰大區科多尔省，该省份为法国中东部省份，北起奥布省，西接涅夫勒省和约讷省，南至索恩-卢瓦尔省，东南接汝拉省，东临上索恩省，东北部与上马恩省接壤。
与莫雷圣但尼接壤的市镇（或旧市镇、城区）包括：热夫雷尚贝坦、尚博勒米西尼、圣菲利贝尔、屈尔莱、日伊莱西托。

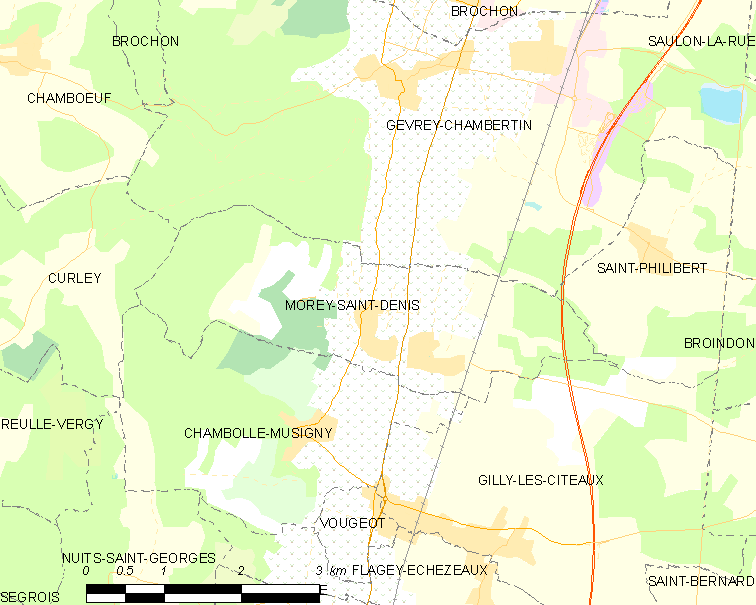
莫雷圣但尼的OSM定位图

莫雷圣但尼的时区为UTC+01:00、UTC+02:00（夏令时）。

## 行政
莫雷圣但尼的邮政编码为21220，INSEE市镇编码为21442。

## 政治
莫雷圣但尼所属的省级选区为隆维县。

## 人口

1962-2008年间莫雷圣但尼人口变化图示

莫雷圣但尼于2022年1月1日时的人口数量为621人。